# Ausichicrinites
Ausichicrinites ist eine ausgestorbene Gattung der Haarsterne (Comatulida). Die einzige Art der bislang monotypischen Gattung ist Ausichicrinites zelenskyyi aus dem Oberen Tithonium von Äthiopien.

## Etymologie und Forschungsgeschichte
Der Gattungsname ehrt den US-amerikanischen Paläontologen William I. Ausich für seine Beiträge zur Kenntnis der fossilen Crinoidea. Die Endung „-crinites“ bezieht sich auf die Zugehörigkeit zu den Crinoidea. Der Artzusatz zelenskyyi der Typusart ehrt den ukrainischen Präsidenten Wolodymyr Selenskyj für „seinen Mut und seine Tapferkeit bei der Verteidigung einer freien Ukraine“.
Der Holotypus und bislang einzige Fossilbeleg wurde im September 2021 an die Schlesische Universität gebracht und dort einer ersten Reinigung und Analyse unterzogen. Die finale Präparation des Fossils mit chemischen Methoden erfolgte durch Frank Siegel in Berlin. Das Exemplar befindet sich heute unter der Inventarnummer ASTU/Geol-SJ/2018/2-1 an der Abteilung für Geologie der Adama Science and Technology University (ASTU) in Adama (Äthiopien).

## Fossilbeleg und Alterszuordnung

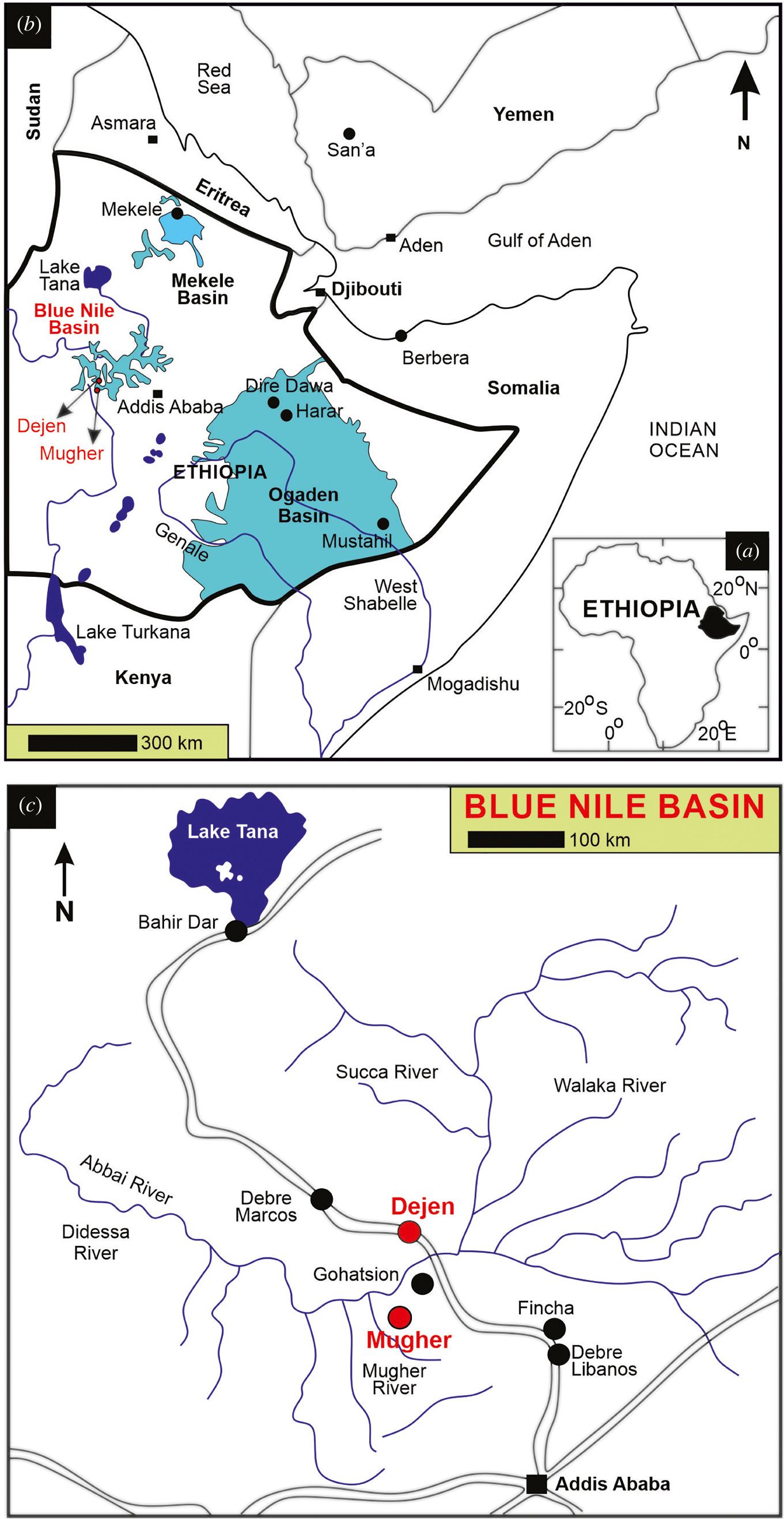
Lage des Fundgebietes in Äthiopien

Der Fund stammt aus den hangenden Anteilen der Antalo-Kalkstein-Formation im Blauen Nil-Becken südlich des Tanasees. Der Holotypus umfasst ein nahezu vollständiges und weitgehend artikuliertes (im anatomischen Zusammenhang stehendes) Exemplar, dem nur die distalen Anteile der Arme und einige Cirren (Organe zur Fortbewegung zum Festhalten am Boden) fehlen. Da das Calcit-Skelett von Haarsternen post mortem rasch zerfällt und sich in seine einzelnen Komponenten auflöst, gelten solche Funde als extrem selten. Die meisten fossilen Haarsterne werden deshalb auf Basis eines einzelnen Elements des Rumpfskeletts, der Centrodorsalplatte, klassifiziert.
Die Antalo-Kalkstein-Formation ist eine rund 160 m mächtige Abfolge von Kalken und Mergeln, die vom Unteren Callovium bis ins Obere Tithonium im Bereich der Tethys abgelagert wurden. Nannofossilien aus einer Gesteinsprobe etwa 21 m im Liegenden der Fundschicht von Ausichicrinites zelenskyyi erlauben eine Einstufung des Fundes in das Obere Tithonium, was einem Absolutalter von mindestens 145 Millionen Jahren (Ende Tithonium) bis weniger als 152,1 Millionen Jahren (Beginn Tithonium) entspricht. Ausichicrinites zelenskyyi ist damit auch der bislang älteste Nachweis eines Haarsterns vom afrikanischen Kontinent.

## Merkmale
Ausichicrinites zelenskyyi lässt sich charakterisieren als Haarstern mit zehn kräftigen, einreihigen Armen, die von fünf breiten, aber kurzen Radialplatten ausgehen. Die Pinnulae sind im Querschnitt kreisförmig bis oval und weisen keine kammförmige Struktur auf.
Die Mundöffnung liegt zentral. Die Basalplatten sind zu schmalen Strahlen reduziert, die nur noch als kleine Knoten an den Ecken zwischen den Radialplatten erkennbar sind. Das Centrodorsale hat die Form eines mäßig hohen Kegelstumpfes mit einem schwach angedeutetem fünfeckigen Umriss und einem Basisdurchmesser von 7,91 mm. Die Cirren sind mit grubenförmigen Ansatzstellen in zwei bis drei Reihen in 15 unregelmäßigen Serien mit der Centrodorsalplatte verbunden. Das von der Mundöffnung abgewandte Ende der Centrodorsalplatte trägt keine Cirren, weist in seiner Mitte jedoch eine deutlich ausgeprägten Knoten auf.
Die Primibrachialia IBr2, die äußeren jener beiden Armsegmente, die zwischen den Radialplatten und der ersten Verzweigung der Arme liegen, verfügen über spezialisierte Gelenkflächen („Cryptosyzygie“) zur Autotomie einzelner Arme. Die mittleren und distalen Cirrensegmente sind glatt und länger als die proximalen.

## Systematik
Die Gattung Ausichicrinites weist Ähnlichkeiten sowohl mit der mesozoischen Familie der Solanocrinitidae als auch mit der rezenten Familie der Zygometridae auf. Die morphologischen Übereinstimmungen mit diesen Familien werden jedoch als Ausdruck einer Konvergenz interpretiert und nicht als Hinweise auf eine tatsächliche verwandtschaftliche Beziehung. Die systematische Stellung von Ausichicrinites innerhalb der Comatulida wird deshalb von den Erstbeschreibern als unsicher („incertae sedis“) gewertet.

## Palökologie
Die Kalke der oberen Antalo-Kalkstein-Formation wurden in einem flachen, hochenergetischen, marinen Milieu abgelagert. Nannofossilien der Gattung Nannoconus deuten auf einen warmen, nährstoffarmen (oligotrophen) Karbonatschelf als Ablagerungsraum. Das gemeinsame Auftreten von Stachelhäutern, Gastropoden und Peloiden wird ebenfalls als Hinweis auf flache und warme Gewässer im oberen Bereich der photischen Zone mit Wassertiefen von weniger als 30 m gewertet.
Das Exemplar ASTU/Geol-SJ/2018/2-1 stellt zudem den ersten Nachweis von Regeneration einzelner Pinnulae bei einem fossilen Haarstern.